# Estação Congreso de Tucumán
A Estação Congreso de Tucumán é uma das estações do Metro de Buenos Aires, situada em Buenos Aires, seguida da Estação Juramento. É uma das estações terminais da Linha D.
Foi inaugurada em 27 de abril de 2000. Localiza-se no cruzamento da Avenida Cabildo com a Avenida Congreso. Atende os bairros de Belgrano e Núñez.